# Janez I. Holandski
Janez I. (1284 – 10. november 1299) je bil grof Holandski in sin grofa Florisa V. Janez je grofijo podedoval leta 1296 po očetovem umoru.
Kmalu po rojstvu, po pogajanjih med Florisom in angleškim kraljem Edvardom I. aprila 1285, je bil zaročen z Elizabeto, hčerko Edvarda in Eleonore Kastiljske. Kmalu za tem so dojenčka Janeza poslali v Anglijo, da bi ga vzgajali in izobraževali na Edvardovem dvoru. Leta 1296, po umoru Janezovega očeta grofa Florisa V., je kralj Edvard povabil številne plemiče iz Nizozemske z angleškimi simpatijami, med katerimi sta bila Janez III., gospod Renesse, in Wolfert I. Borselenski. 7. januarja 1297 se je Janez poročil z Edwardovo hčerko Elizabeto v cerkvi svetega Petra v Ipswichu. Kmalu za tem so mu dovolili, da se vrne na Nizozemsko, čeprav je obljubil, da bo upošteval nasvete Renessejskega in Borselenskega. Elizabeta naj bi odšla v Holandijo s svojim možem, vendar ni želela iti in je pustila svojega moža samega. Po nekaj zamude in preživljanju božiča leta 1297 z delom svoje družine v Gentu se je Elizabeta leta 1298 pridružila možu v Holandiji.
Sprva je Renesse deloval kot regent, toda 30. aprila 1297 je Janez imenoval Wolferta Borselenskega za regenta namesto njega do njegovega petnajstega rojstnega dne. Wolfert Borselenski je kot regent vodil politiko nevtralnosti do Flandrije in Anglije. Prišel je v konflikt z mestom Dordrecht in tam ga je 30. avgusta 1299 ubila drhal. Po tem je regentstvo za nekaj mesecev prevzel grof Janez II . iz rodu Avesnes. Grof Janez I. Holandski je istega leta, 10. novembra, umrl v Haarlemu, brez otrok in star komaj petnajst let, domnevno zaradi griže, vendar so obstajali sumi, da je bil umorjen.
Ker je umrl brez potomcev in so vsi njegovi bratje in sestre umrli mladi, so bili dediči grofije Holandije očetovi bratranci Hainauti, sinovi Janezove prababice Adelajde Holandske. Od tega časa do izumrtja Hainauta kot neodvisne grofije je bila Holandija v personalni uniji s Hainautom.
Tri leta po Janezovi smrti se je njegova mlada vdova poročila s Humphreyjem Bohunskim, 4. grofom Herefordskim.